# 997 (szám)
A 997 (római számmal: CMXCVII) egy természetes szám, prímszám.

## A szám a matematikában
A tízes számrendszerbeli 997-es a kettes számrendszerben 1111100101, a nyolcas számrendszerben 1745, a tizenhatos számrendszerben 3E5 alakban írható fel.
A 997 páratlan szám, prímszám. Normálalakban a 9,97 · 102 szorzattal írható fel.
Szigorúan nem palindrom szám.
A 997 négyzete 994 009, köbe 991 026 973, négyzetgyöke 31,57531, köbgyöke 9,98999, reciproka 0,0010030. A 997 egység sugarú kör kerülete 6264,33575 egység, területe 3 122 771,372 területegység; a 997 egység sugarú gömb térfogata 4 151 204 077,2 térfogategység.
A 997 helyen az Euler-függvény helyettesítési értéke 996, a Möbius-függvényé −1.